# Perdigão (futebolista)
Cleilton Eduardo Vicente, mais conhecido como Perdigão (Curitiba, 28 de junho de 1977), é um ex-futebolista brasileiro que atuava como meia.
Recebeu este apelido em virtude de seu pai trabalhar na empresa Perdigão S.A., durante sua infância.

## Carreira
Começou a jogar futebol aos 9 anos de idade nos times de base do Esporte Clube Pinheiros, clube este que em dezembro de 1989 seria extinto para a criação do Paraná Clube. Seu primeiro contrato profissional foi pelo Paraná Clube, participando do elenco em 1995 e 1996 e tornando-se bicampeão paranaense.

### Atlético Paranaense
Pelo Clube Atlético Paranaense, foi contratado em 1997 e pelo clube teve duas passagens, no biênio 1997/98, e retornando em 2000.

### Clube de Futebol Os Belenenses
Ainda na temporada de 1998, foi contratado pelo clube português Clube de Futebol "Os Belenenses".

### Londrina
Após sua passagem pela Europa, retornou para o Brasil com um contrato no Londrina Esporte Clube.

### Temporadas 2001 a 2005
Entre 2001 e 2005, jogou nos clubes: Joinville, Marília, Náutico, Caxias e 15 de Novembro.

### Internacional
Sua passagem mais marcante no futebol foi no Internacional, sendo contratado pela equipe colorada em 2005, depois de um bom campeonato gaúcho pelo 15 de Novembro, de Campo Bom, quando foi vice-campeão com a equipe do Vale dos Sinos.
No Inter, participou dos vice-campeonatos brasileiro de 2005 e 2006 e integrou os grupo que conquistou a Copa Libertadores e o Mundial Interclubes em 2006, além da Recopa Sul-americana em 2007.

### Vasco da Gama
Em junho de 2007, o jogador foi anunciado como reforço do Vasco da Gama, assinando contrato válido até o fim de 2008. Porém ele permaneceu no clube apenas por seis meses.

### Corinthians
No início de 2008 assinou contrato com o Corinthians por uma temporada, mas não conseguiu demonstrar bom futebol nas oportunidades cedidas no time titular. No Corinthians, foi vice-campeão da Copa do Brasil de 2008 e campeão da Série B.

### São Caetano
Após sua passagem pelo Corinthians, acertou com o São Caetano em abril de 2009 para ser um dos líderes do time do ABC paulista à volta para a série A.
Com a chegada do técnico Antônio Carlos, com quem trabalhou no clube de Parque São Jorge, o volante perdeu espaço no clube e sua passagem pelo São Caetano foi curta.

### Temporadas 2010 e 2011
Em 2010, foi contratado pelo Mixto Esporte Clube, mas pouco atuou e em 2011, assinou contrato com o Sport Clube São José para jogar a segunda divisão estadual.
Seu último clube como jogador profissional foi a Associação Desportiva Guarulhos, com um contrato em 2011.

## Seleção Brasileira
Atuou nas seleções de base da CBF e jogou na Seleção Brasileira de Futebol Sub-20 no Campeonato Sul-Americano de Futebol Sub-20, onde foi vice-campeão, e na Copa do Mundo FIFA Sub-20 de 1997, quando a seleção foi desclassificada nas quartas-de-final pela Argentina.

## Títulos
Paraná
- Campeonato Paranaense: 1995 e 1996

Joinville
- Campeonato Catarinense: 2000 e 2001

Internacional
- Copa Libertadores da América: 2006
- Copa do Mundo de Clubes da FIFA: 2006
- Recopa Sul-Americana: 2007

Corinthians
- Campeonato Brasileiro – Série B: 2008